# Jeffrey John (athlétisme)
Pour les articles homonymes, voir Jeffrey John.
Jeffrey John (né le 6 juin 1992 à Courbevoie) est un athlète français, spécialiste des épreuves de sprint, et notamment du 200 mètres.

## Biographie
À ses débuts sportifs, Jeffrey John pratique le football et l'athlétisme au Plessis-Robinson, puis il fait le choix de l'athlétisme, sport plus individuel. Par la suite, il intègre l'INSEP de Vincennes où il a vite progressé. 
Lors des championnats d'Europe juniors 2011, à Tallinn en Estonie, Jeffrey John remporte la médaille de bronze du 200 m et la médaille d'or du relais 4 × 100 m. Il s'adjuge cette même année les titres de champion de France junior du 200 m, en salle et en plein air. En 2012, il devient champion de France espoir du 200 m et descend pour la première fois sous les 21 secondes en réalisant 20 s 80 à Angers.
Il participe au relais 4 × 100 m des championnats d'Europe par équipes 2013 de Gateshead où l'équipe de France termine au pied du podium. Lors des championnats d'Europe espoirs 2013, il se classe huitième du 200 m et sixième du relais 4 × 100 m.
En 2015, il porte son record du 200 m à 20 s 38 et réalise au centième près les minimas pour les Championnats du monde de Pékin. Lors des mondiaux, il ne passe pas le cap des séries malgré un temps de 20 s 48.
Le 10 juin 2017, il bat son record à Genève en 20 s 31 (+ 1,7 m/s), se qualifiant pour la 2de fois de sa carrière aux championnats du monde qui se déroulent à Londres.
Le 26 août 2017, il décroche la médaille d'or de l'Universiade à Taipei en 20 s 93, malgré un fort vent de face (- 3,8 m/s).

## Palmarès

### International
| Date | Compétition                                  | Lieu      | Résultat | Épreuve   | Temps   |
| ---- | -------------------------------------------- | --------- | -------- | --------- | ------- |
| 2009 | Festival olympique de la jeunesse européenne | Tampere   | 2e       | 200 m     | 21 s 15 |
| 2009 | Festival olympique de la jeunesse européenne | Tampere   | 2e       | 4 × 100 m | 41 s 31 |
| 2011 | Championnats d'Europe juniors                | Tallinn   | 3e       | 200 m     | 21 s 24 |
| 2011 | Championnats d'Europe juniors                | Tallinn   | 1er      | 4 × 100 m | 39 s 35 |
| 2013 | Championnats d'Europe par équipes            | Gateshead | 4e       | 4 × 100 m | 38 s 84 |
| 2013 | Championnats d'Europe espoirs                | Tampere   | 8e       | 200 m     | 21 s 01 |
| 2013 | Championnats d'Europe espoirs                | Tampere   | 6e       | 4 × 100 m | 39 s 46 |
| 2017 | Universiade                                  | Taipei    | 1er      | 200 m     | 20 s 93 |

### National
- Championnats de France d'athlétisme :
  - vainqueur du 200 m en 2017
  - médaillé d’argent du 200 m en 2018
  - médaillé de bronze du 200 m en 2015 et en 2019

## Records
| Épreuve | Performance         | Lieu           | Date         |
| ------- | ------------------- | -------------- | ------------ |
| 100 m   | 10 s 40 (+0,4 m/s)  | Cergy Pontoise | 16 juin 2021 |
| 200 m   | 20 s 31 (+ 1,7 m/s) | Genève         | 10 juin 2017 |